# 八幡 (市川市)

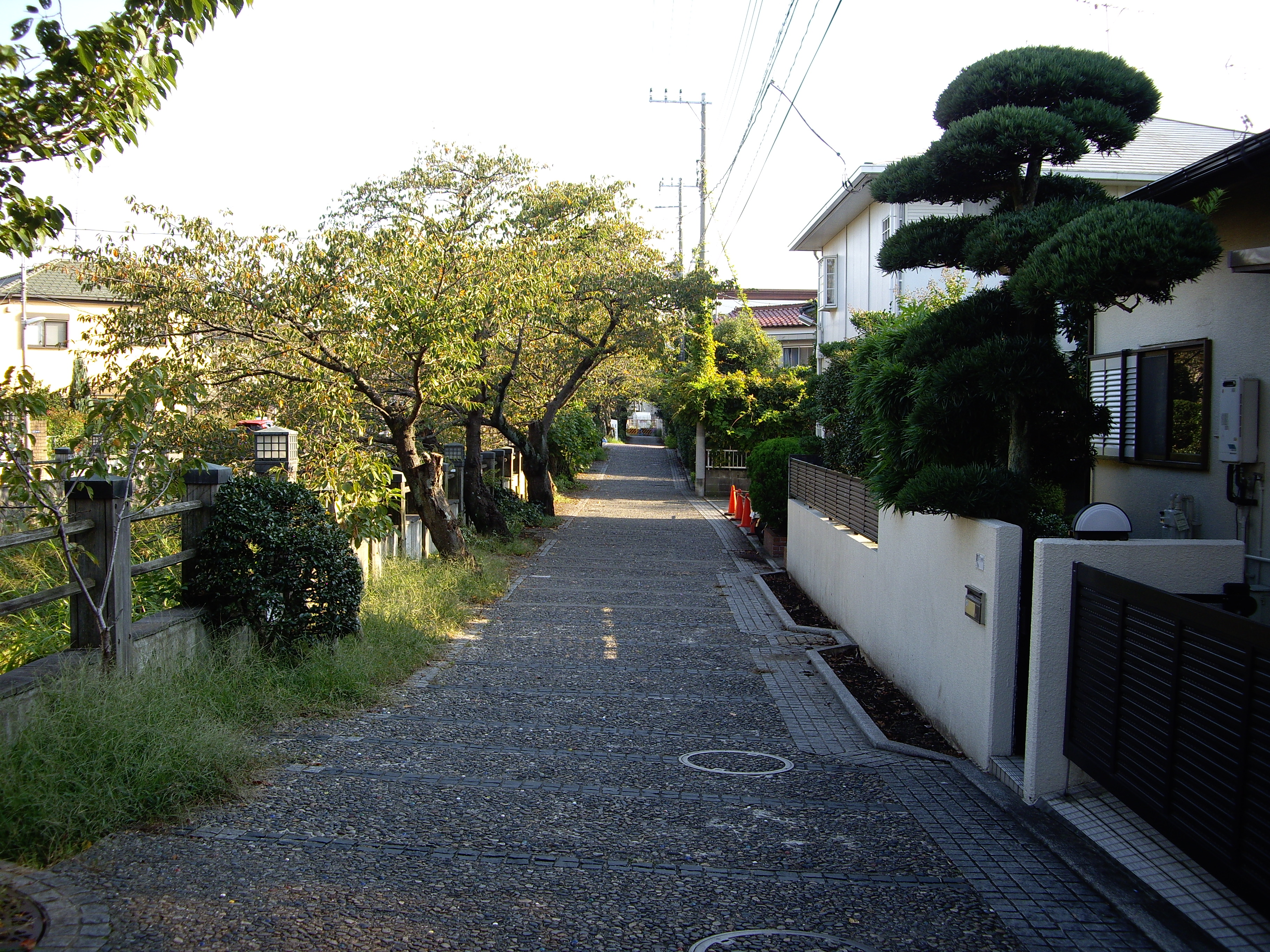
八幡六丁目

八幡（やわた）は、千葉県市川市にある町丁であり、旧葛飾郡のち東葛飾郡八幡町、旧東葛飾郡八幡町大字八幡町、旧市川市大字八幡、旧市川市八幡町に概ね相当する。現行行政地名は八幡一丁目から八幡六丁目。郵便番号は272-0021。

## 地理

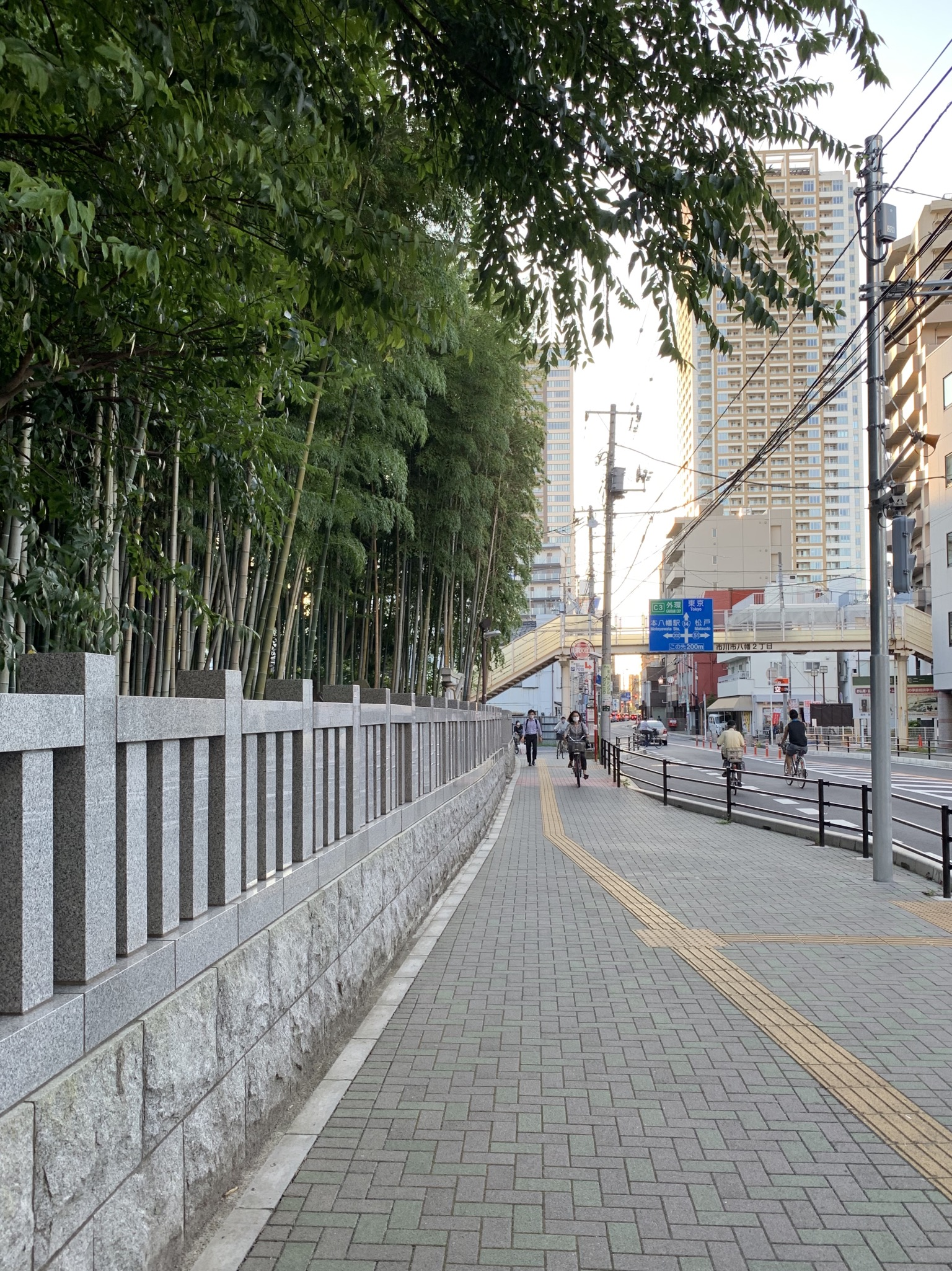
千葉街道。左手は八幡の藪知らず（八幡二丁目）、右奥はグランドターミナルタワー本八幡（八幡三丁目）

市川市北部に位置する高級住宅地。JR総武線・都営地下鉄新宿線本八幡駅と京成本線京成八幡駅を中心に商業地となっているほか、市川市の行政上の中心地となっている。地域内には市川市役所、市川市消防局本部・東消防署、市川市民会館、中央公民館、不二女子高等学校が置かれる。また、｢入ったら出られない藪や迷路｣の慣用句で知られる｢八幡の藪知らず｣が当地にあるほか、下総国総鎮守の葛飾八幡宮が立地する。
地域の南部にJR総武線、国道14号（千葉街道）、京成本線、都営新宿線が通り、市川市の中心駅である本八幡駅、京成八幡駅が所在する。江戸時代には佐倉街道（成田街道）の八幡宿が存在していた。また、小説家永井荷風や、シナリオ作家水木洋子が晩年まで居住した地であり、永井荷風の作品「断腸亭日乗」「葛飾土産」や、伊藤左千夫の「八幡の森」などに当地が描かれている。
永井荷風は、京成八幡駅近くの自宅で終焉を迎え、同駅付近には「荷風の散歩道」（八幡小学校前通り）と名付けられた通りなどが残っている。それは当地と隣接した菅野に住んでいた幸田露伴の娘、幸田文などが買物したり、駅への行き帰りに利用した道でもあり、葛飾八幡宮近くには、昭和20年代に活躍した人気歌手岡晴夫が住んでいた。同八幡宮には顕彰碑が建てられている。
荷風が生前、よく食事をした料理店「大黒家」があったが2017年6月閉店した。現在は店内はほぼ末期のままで、建物の所有者である市進ホールディングスが運営する「大人の学び舎大黒家」として屋号を残している（死の前日にも食事をしていたという）。
東は鬼越・北方・本北方、西は菅野・平田、南は南八幡、北は東菅野と接している。
京成八幡駅の駅ビルには2007年まで京成百貨店が存在していた（1階部分のみリブレ京成として2010年まで営業）が取り壊され、現在は周辺再開発により京成電鉄本社ビルとなった。

### 地価
2017年7月1日の公示地価によれば、住宅地が八幡1-19-1の地点で35万8,000円/m2、商業地が八幡2-16-6の地点で120万円/m2となっている。

## 沿革
- 1869年（明治2年） - 葛飾県葛飾郡八幡町となる。
- 1871年（明治4年） - 廃藩置県、県の統合により印旛県葛飾郡八幡町となる。
- 1873年（明治6年） - 県の統合により千葉県葛飾郡八幡町となる。
- 1878年（明治11年） - 郡区町村編制法により下総国葛飾郡の千葉県部分が東葛飾郡と改称され、東葛飾郡八幡町となる。
- 1889年（明治22年） - 東葛飾郡菅野村、宮久保村と合併し、東葛飾郡八幡町大字八幡となる。
- 1934年（昭和9年）11月3日 - 市川町、中山町、国分村と合併、市制施行。市川市大字八幡となる。
- 1951年（昭和26年）12月1日 - 市内の大字を町に変更。それに伴い、市川市八幡町となる。
- 1967年（昭和42年）2月1日 - 住居表示実施。市川市八幡一丁目 - 八幡六丁目となる。

## 地名の由来
当地にある「葛飾八幡宮」から。

## 世帯数と人口
2017年（平成29年）9月30日現在の世帯数と人口は以下の通りである。
| 丁目       | 世帯数    | 人口     |
| ---------- | --------- | -------- |
| 八幡一丁目 | 1,252世帯 | 2,171人  |
| 八幡二丁目 | 1,002世帯 | 1,728人  |
| 八幡三丁目 | 1,994世帯 | 3,773人  |
| 八幡四丁目 | 877世帯   | 1,754人  |
| 八幡五丁目 | 903世帯   | 2,033人  |
| 八幡六丁目 | 884世帯   | 2,056人  |
| 計         | 6,912世帯 | 13,515人 |

## 小・中学校の学区
市立小・中学校に通う場合、学区は以下の通りとなる。
| 丁目       | 番地              | 小学校               | 中学校               |
| ---------- | ----------------- | -------------------- | -------------------- |
| 八幡一丁目 | 8～24番           | 市川市立冨貴島小学校 | 市川市立第六中学校   |
| 八幡一丁目 | 1～7番            | 市川市立冨貴島小学校 | 市川市立第三中学校   |
| 八幡二丁目 | 全域              | 市川市立八幡小学校   | 市川市立第三中学校   |
| 八幡三丁目 | 全域              | 市川市立八幡小学校   | 市川市立第三中学校   |
| 八幡四丁目 | 全域              | 市川市立八幡小学校   | 市川市立第三中学校   |
| 八幡五丁目 | 全域              | 市川市立冨貴島小学校 | 市川市立第三中学校   |
| 八幡六丁目 | 2～24番 27～30番  | 市川市立冨貴島小学校 | 市川市立第三中学校   |
| 八幡六丁目 | 1番               | 市川市立八幡小学校   | 市川市立第三中学校   |
| 八幡六丁目 | 25～26番 31～35番 | 市川市立北方小学校   | 市川市立下貝塚中学校 |

## 交通
- JR総武線・都営地下鉄新宿線本八幡駅
- 京成本線京成八幡駅

## 施設

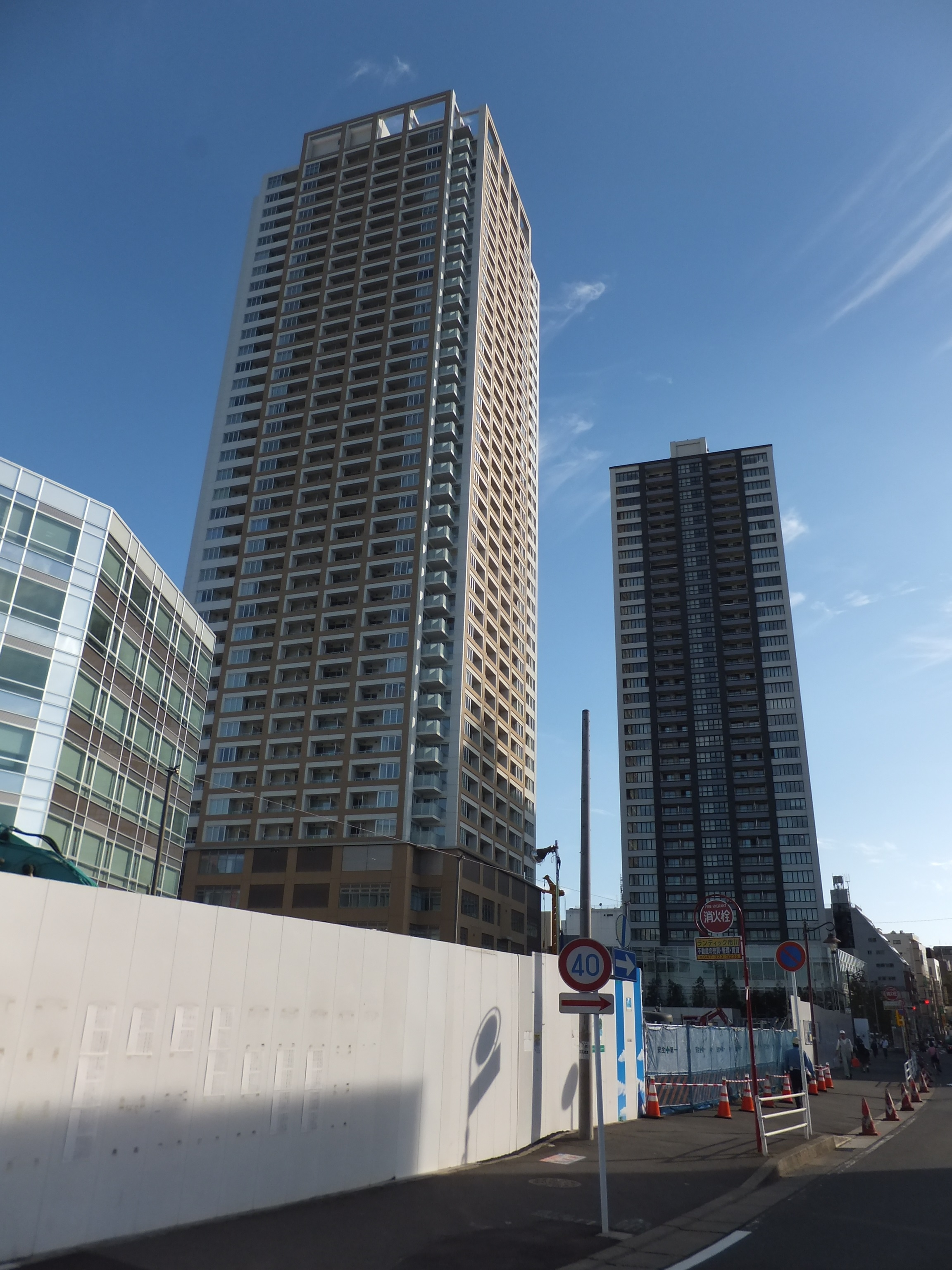
本八幡駅北口の再開発地区にある2棟の超高層マンション

- 京成電鉄本社
- 市川市役所
- 市川市消防局本部・東消防署
- 市川市立冨貴島保育園
- 明徳本八幡駅保育園
- やはた保育園
- 市川学園幼稚園
- 市川聖マリヤ幼稚園
- 冨貴島幼稚園
- 市川市立八幡小学校
- 市川市立冨貴島小学校
- 不二女子高等学校
- 市川市民会館
- 中央公民館（2021年11月末で閉鎖[7]）
  - 市川市立図書館中央公民館図書室
- 北八幡郵便局
- 三菱UFJ銀行
  - 市川八幡支店
  - 八幡支店
- 三井住友銀行本八幡支店
- みずほ銀行本八幡支店
- りそな銀行市川支店
- 千葉興業銀行八幡支店
- 千葉銀行本八幡支店
- シャポー本八幡
- パティオ本八幡
- 葛飾八幡宮
- 八幡の藪知らず